# 135
135（百三十五、ひゃくさんじゅうご）は自然数、また整数において、134の次で136の前の数である。

## 性質
- 135は合成数であり、約数は1, 3, 5, 9, 15, 27, 45, 135である。
  - 約数の和は240。
- 45番目のハーシャッド数である。1つ前は133、次は140。
  - 9を基とする14番目のハーシャッド数である。1つ前は126、次は144。
- 1/135 = 0.0074… (下線部は循環節で長さは3)
  - 逆数が循環小数になる数で循環節が3になる7番目の数である。1つ前は111、次は148。(オンライン整数列大辞典の数列 A069105)
- 135 = 11 + 32 + 53 。この形の1つ前は89、次は175。(オンライン整数列大辞典の数列 A032799)
- 135 = (1 + 3 + 5) × (1 × 3 × 5) 。この形の1つ前は1、次は144。(オンライン整数列大辞典の数列 A038369)
- 135 = (1 + 2 + 3 + 4 + 5) + (1 × 2 × 3 × 4 × 5) 。この形の1つ前は34、次は741。(オンライン整数列大辞典の数列 A101292)
- 各位の平方和が35になる最小の数である。次は153。(オンライン整数列大辞典の数列 A003132)
  - 各位の平方和が n になる最小の数である。1つ前の34は35、次の36は6。(オンライン整数列大辞典の数列 A055016)
- 各位の立方和が153になる最小の数である。次は153。(オンライン整数列大辞典の数列 A055012)
  - 各位の立方和が n になる最小の数である。1つ前の152は35、次の154は1135。(オンライン整数列大辞典の数列 A165370)
- 135 = 32 + 42 + 52 + 62 + 72
  - 5連続自然数の平方和で表せる3番目の数である。1つ前は90、次は190。
- 135 = 33 × 5
  - 2つの異なる素因数の積で p 3 × q の形で表せる7番目の数である。1つ前は104、次は136。(オンライン整数列大辞典の数列 A065036)
  - n = 3 のときの 5n 3 の値とみたとき1つ前は40、次は320。(オンライン整数列大辞典の数列 A244725)
  - n = 3 のときの 5 × 3n の値とみたとき1つ前は45、次は405。(オンライン整数列大辞典の数列 A005030)
- 135 = 12 + 22 + 32 + 112 = 12 + 22 + 72 + 92 = 12 + 32 + 52 + 102 = 12 + 62 + 72 + 72 = 22 + 52 + 52 + 92 = 32 + 32 + 62 + 92 = 52 + 52 + 62 + 72
  - 4つの平方数の和7通りで表せる最小の数である。次は148。(オンライン整数列大辞典の数列 A025363)
    - 4つの平方数の和 n 通りで表せる最小の数である。1つ前の6通りは90、次の8通りは130。(オンライン整数列大辞典の数列 A025416)
- 135 = 13 + 13 + 23 + 53
  - 4つの正の数の立方数の和で表せる27番目の数である。1つ前は130、次は137。(オンライン整数列大辞典の数列 A003327)
- 135 = 27 + 7
  - n = 7 のときの 2n + n の値とみたとき1つ前は70、次は264。(オンライン整数列大辞典の数列 A006127)
  - 素数 p = 7 のときの 2p + p の値とみたとき1つ前は37、次は2059。(オンライン整数列大辞典の数列 A243139)
- 135 = 63 − 53 + 43 − 33 + 23 − 13
  - n = 6 のときの |13 − 23 + … + (−1)n+1n 3| の値とみたとき1つ前は81、次は208。(ただし| |は絶対値記号)(オンライン整数列大辞典の数列 A011934)
- 135 = 43 + 53 + 63/3 = 53 + 2 × 5
  - x = 5 のときの フィボナッチ多項式 F 4(x) = x 3 + 2x の値とみたとき1つ前は72、次は228。(オンライン整数列大辞典の数列 A054602)
- 135 = 122 − (1 + 4 + 4)
  - n = 12 のときの n 2 とその各位の和との差とみたとき1つ前は117、次は153。(オンライン整数列大辞典の数列 A224977)
- 135 = 122 − 9
  - n = 12 のときの n 2 − 9 の値とみたとき1つ前は112、次は160。(オンライン整数列大辞典の数列 A028560)
- 135 = 162 − 121
  - n = 16 のときの n 2 − 112 の値とみたとき1つ前は104、次は168。(オンライン整数列大辞典の数列 A132764)
- 正八角形の内角は135°である。
  - 正 n 角形において内角が度数法で整数になる5番目の角度である。1つ前は120°、次は140°。(オンライン整数列大辞典の数列 A110546)

## その他 135 に関連すること
- 西暦135年
- 紀元前135年
- 135° = 3⁄4 π (rad) = 3⁄2 R である。これは正八角形の内角に等しい。
- 日本の標準時子午線は東経135度である。
- UFC 135
- KC-135 (航空機)
- C-135 (航空機)
- VC-135 (航空機)
- RC-135 (航空機)
- WC-135 (航空機)
- ユーロコプター EC 135
- STS-135は、スペースシャトルの最終飛行ミッション。
- 第135代ローマ教皇はベネディクトゥス7世（在位：974年～983年）である。
- 135（いち・さん・ご）は、日本のバンド。
- 135フィルムは、一般に35mmフィルムやライカ判と呼ばれるもの。
- キセノン135は、キセノンの同位体。
- MT-135ロケット
- 1981年～2011年にかけて行われたスペースシャトルは合計135回のフライト回数であった。(スペースシャトルのミッション一覧参照)
- 国際連合安全保障理事会決議135